# Alexandre de Villeneuve
Pour les articles homonymes, voir Villeneuve.
Ne doit pas être confondu avec Alexandre Louis du Crest de Villeneuve.
Alexandre de Villeneuve est un compositeur français né à Hyères le 24 mai 1677 et mort après 1756.

## Biographie
Prêtre d'Hyères, il est reçu en 1697 comme choriste à la maîtrise Saint-Trophime d'Arles, et devient maître de musique en 1701. Il y reste en fonction jusqu'en 1706, et se rend ensuite à Paris pour prendre le poste de maître de musique pour les Jésuites de la rue Saint-Jacques. 
Il a fait paraître en 1719 un livre de musique d'église comprenant 9 leçons de Ténèbres dédiées à Madame d'Orléans.

« Le privilège, daté de 1719, est accordé au sieur Alexandre de Villeneuve pour « plusieurs motets avec des leçons de ténèbres, un Miserere, et autre musique, tant vocale qu'instrumentale ». »

En 1742, il compose un Divertissement, dédié à son Excellence Saïd Mehemet, Pacha qui sera jouée en l'honneur de l'ambassadeur turc Yirmisekizzade Mehmed Saïd Pacha en visite à Paris:

« Un divertissement que 
le sieur de Villeneuve fit jouer en 1742, devant l'ambassadeur de Turquie, fut annoncé comme formé de petits morceaux très variés, ouverture, tempête, chacone, 
marche française, marche turque, airs de « caractère », passepieds, menuets, rigaudons, ariettes chantantes, duos, chœurs, le tout « de facile exécution, et dans le bon goût », se pouvant jouer « avec cinq 
personnes seulement, savoir, un dessus et une basse-taille, deux violons et un clavecin, ou basse continue de viole, ou de violoncel; et pour les grands concerts, on y joindra les parties chantantes des 
chœurs, flûtes, hautbois, trompette, avec tous les instrumens convenables ». »

— Mercure , mai 1742

## Œuvres (sélection)
- Thétis, cantate, (La Motte) jouée le 4 janvier 1712.
- Exultate Deo adjutori nostro, livre de musique d’église, 1719.
- Le Voyage de Cithère, cantate françoise à une voix avec symphonie, 1727.
- Premier Concert Spirituel à I, II. III, IV voix avec symphonie, sur une traduction française du psaume ç6, Dominus regnavit exultet terra. Dédié à la Reine, par M. Villeneuve, cy devant maître de musique de la métropole d'Arles. Se vend à Paris, chez l'auteur, 1727.
- La Princesse d'Elide, ballet héroïque, 1728.
- Epithalame, 1728.
- Conversations en manière de sonates pour la flûte ou le violon avec la basse continue : premier œuvre, Paris, 1733[5].
- Conversations en manière de sonates pour 2 flûtes ou 2 violons ou 2 violes : second œuvre, Paris, 1733.
- Nouvelle méthode, très courte et très facile, avec un nombre de leçons assez suffisant pour apprendre la musique et les agréments du chant, par Mr Villeneuve, 1756 .

## Discographie
L'Ensemble baroque Les Festes d'Orphée a recréé et enregistré sa 6e conversation en manière de sonate pour flûte et basse-continue dans son CD Les Maîtres baroques de Provence, vol. I, 1996, Parnassie éditions.